# メロディアタック
『メナード メロディアタック』は、1977年10月2日から1979年12月30日までテレビ朝日系列局で放送された朝日放送（ABCテレビ）製作のクイズ番組である。メナード化粧品の一社提供。放送時間は毎週日曜 19:00 - 19:30 (JST) 。
番組タイトルが示す通り、音楽をテーマにしたクイズを出題していた。

## 司会
- 押阪忍・岡田奈々（1977年10月2日 - 1979年6月24日）
- 山城新伍・香坂みゆき（1979年7月1日 - 1979年12月30日）

## ルール

### 押阪・岡田時代
ペアが4組（4x2=8人）出場し、トーナメント方式で優勝チームを決定する。

#### 予選・第1ゲーム「ゴールデンツリー」
巨大な回転ツリーが登場。イントロが流れている間、1組が解答、相手チーム代表者は100枚ある葉っぱをちぎっていく。枚数の多いほうが1ポイント獲得。賞金はちぎった葉っぱ1枚につき1000円。同点の場合は両チーム1ポイント獲得。
- 葉っぱは正解が出ると、自動的にカウントが止まる（欲を出してちぎり続けてもダメ）。

#### 予選・第2ゲーム「メロディピアノ」
短いピアノ演奏でイントロを当てる。

まず岡田からヒントを出し、5音から順に競り落とし、その音数でピアノを弾く。正解したチームは1万円獲得。

第1ゲームと第2ゲーム合わせて3ポイント先取で決勝進出。

#### 決勝・第1ゲーム「メロディ・ラララ」（後に「ラララゲーム」に改題）
60秒以内に音楽のタイトルを「ラララ…」のメロディで当てる。正解数の多いほうが1ポイント獲得。同点の場合は両チーム1ポイント獲得。最高は11ポイントだった。
- 「国際線スチュワーデス大会」では、日本の歌をよく知らない外国人スチュワーデスに配慮してか、行われなかった。

#### 決勝・第2ゲーム「ルーレット」
イントロ当てクイズ。司会の2人が内側と外側に分かれたルーレットを回して問題ごとの賞金を決める。

内側のルーレットには金額が記され10円、1,000円、5,000円、10,000円、50,000円と5段階に分かれている。高額になるほど難易度も高くなる。

外側のルーレットには「DOUBLE」と書かれたエリアがあり、そこに止まると賞金が2倍になった。つまり1問で最高100,000円の賞金が獲得できる事になる。

第1ゲームと第2ゲーム合わせて3ポイント先取で優勝となりチャレンジゲーム進出。

#### チャレンジゲーム「ダイヤモンドチャレンジ」
イントロ当てクイズ。30秒以内に5問全問正解で紙吹雪が降りハワイ旅行獲得（スタート当初はダイヤモンドの指輪）。途中不正解&タイムオーバーは失敗となる。
- 高校生大会の時は、全問正解者にはハワイ旅行の代わりにラジカセが贈られた。

### 特別企画「メロディアタック祭り」
1979年4月放送。開局20周年の特別企画でABCセンターにて500人の一般挑戦者が集合して行われた。

#### 第1ゲーム「○×クイズ」
音楽に関する○×クイズを出題。不正解の場合は失格になる。30人前後で・第2ゲームに進出。

#### 第2ゲーム「イントロクイズ」
音楽に関する問題を出題。不正解の場合は失格退場。最後の1名のみペアでハワイ旅行獲得。（天井のくす玉が割れ紙吹雪が降った）

### 山城・香坂時代
ペアが30組（30x2=60人）が出場して優勝チームを決定する。

#### 予選・第1ゲーム「○×クイズ」
30チームに音楽に関する○×クイズを出題。不正解の場合は失格になる。失格チームはピンクのランプが消灯する。5問正解で予選・第2ゲームに進出。

#### 予選・第2ゲーム「イントロクイズ」
イントロ当てクイズ。正解した4組のみ決勝進出。不正解、無解答は失格。勝ち抜けチームはピンクのランプから、白色のランプに点灯する。ただし「○×クイズ」で生存チームが4組以下になってしまった場合、このクイズは免除となる。

#### 決勝
4チーム対抗で早押しクイズ。1ポイントにつき10,000円獲得。不正解の場合0になる（4分休符が描かれたパネルが立ち上がる）。2回不正解の場合、失格となり解答権が無くなる。但し、残った解答者から正解が出なかった場合、失格中の解答者にその問題の答えを問い、正解なら解答権が復活となる。「ラララゲーム」も1コーナーとして続行していた。

#### 決勝・最終ゲーム「7問限定イントロクイズ」
7問限定イントロ当てクイズ。優勝チームはくす玉が割れてハワイ旅行獲得。

#### 決勝・最終ゲーム「パネルイントロクイズ」
途中新設の5問限定イントロ当てクイズ。正解すればAからPまでの16枚のうち1枚をめくって、そこに書かれた得点を獲得できる（5点→1枚　4点→2枚　3点→3枚　2点→4枚　それ以外1点）。優勝チームはハワイ旅行獲得。

## ネット局
- 朝日放送
- テレビ朝日
- 北海道テレビ
- 東日本放送
- 静岡けんみんテレビ（現・静岡朝日テレビ） - 1979年7月以降は同時ネット。
- 名古屋放送（現・名古屋テレビ）
- 岡山放送（当時の愛称はテレビ岡山） - FNSの単独ネットになるのに伴い、1979年3月に打ち切り。
- 瀬戸内海放送
- 広島ホームテレビ
- 九州朝日放送

| 朝日放送製作・テレビ朝日系列 日曜19時台前半枠  | 朝日放送製作・テレビ朝日系列 日曜19時台前半枠 | 朝日放送製作・テレビ朝日系列 日曜19時台前半枠 |
| 前番組                                         | 番組名                                        | 次番組                                        |
| ---------------------------------------------- | --------------------------------------------- | --------------------------------------------- |
| 三枝の結婚ゲーム                               | メロディアタック （1977年10月 - 1979年12月）  | ニコニコ訪問                                  |
| 朝日放送製作 メナード化粧品一社提供枠          |                                               |                                               |
| 三枝の大マジメ!? 結婚ゲーム ↓ 三枝の結婚ゲーム | メロディアタック （1977年10月 - 1979年12月）  | ニコニコ訪問                                  |